# Salmo aphelios
Salmo aphelios és una espècie de peix de la família dels salmònids i de l'ordre dels salmoniformes.

## Reproducció
Fresa entre maig i juliol.

## Hàbitat
Viu en zones d'aigües dolces temperades.

## Distribució geogràfica
Es troba entre Albània i Macedònia del Nord: riba oriental del llac d'Okhrida.